# Welcome to Diverse City
Welcome to Diverse City è il secondo album discografico in studio del cantante christian rap statunitense TobyMac, pubblicato nel 2004.

## Tracce
1. Hey Now (featuring Coffee dei GRITS) – 3:44 (Toby McKeehan, Cary Barlowe, Jaime Moore, Stacy Jones)
2. Catchafire (Whoopsi-Daisy) (featuring Papa San & MOC) – 3:24 (McKeehan, Solomon Olds, Joe Baldridge)
3. The Slam (featuring T-Bone) – 3:19 (McKeehan, Christopher Stevens, Joe Weber, Rene Sotomayor)
4. Poetically Correct (Interlude) – 0:56
5. Atmosphere – 4:07 (McKeehan, George Crawford, Jeff Savage)
6. Gone – 3:27 (McKeehan, Stevens)
7. TruDog: The Return" – 2:22 (McKeehan)
8. Diverse City (featuring Bootsy Collins) – 3:56 (McKeehan, Stevens)
9. Stories (Down to the Bottom) (featuring Superchick) – 4:40 (McKeehan, Matt Dally, Patricia Brock, David Ghazarian, Max Hsu)
10. Getaway Car – 4:27 (McKeehan, Moore, Michael Linney, Barlowe)
11. Burn for You – 3:49 (McKeehan, Robert Marvin, Josiah Bell)
12. Fresher Than a Night at the W – 0:48
13. Ill-M-I (Soul-Junk cover) – 3:29 (McKeehan, Glenn Galaxy, Stevens)
14. Phenomenon – 5:19 (McKeehan, Paul Meany)
15. Gotta Go – 2:48 (McKeehan, Savage, Randy Crawford)
16. Atmosphere (Remix) (featuring dc Talk) – 4:37 (McKeehan, G. Crawford, Savage)

## Premi
- GMA Dove Award 2005 - "Rap/Hip Hop Album of the Year"

## Classifiche
| Classifica        | Posizione raggiunta |
| ----------------- | ------------------- |
| USA Billboard 200 | 54                  |